# Watamu
Watamu înseamnă in limba suahili „oameni dulci”. Este un sătuc turistic la coasta "Turtle Bay", Oceanul Indian situat la aproximativ 25 km de orașul Malindi, din Kenya.